# 40 × 53 мм
40 × 53 мм — типоразмер американских унитарных выстрелов к автоматическим гранатомётным системам, в дальнейшем утверждённый как стандарт боеприпасов к автоматическим гранатомётам стран НАТО.

## История
В 1966 году, во время войны во Вьетнаме научно-исследовательский центр ВМС США в городе Луисвилль (US Naval Ordnance Station Louisville), изучив опыт эксплуатации и боевого применения 40-мм автоматических станковых гранатомётов Mk 18 Mod 0, начал разработку нового автоматического гранатомёта с ленточным питанием под более мощный боеприпас 40×53 мм. В 1967 году испытания опытного образца 40-мм автоматического гранатомёта HVGL начались в лаборатории U.S. Army Limited War Laboratory на военном полигоне в Абердине (штат Мэриленд).
Летом 1968 года во Вьетнам были направлены первые три образца гранатомёта Mk.19 mod.0, после завершения опытной эксплуатации которых на вооружение американской армии был принят их модифицированный вариант Mk 19.
В дальнейшем, гранатомёты и боеприпасы к ним поставлялись странам-союзникам США.
По состоянию на начало 2015 года гранаты 40×53 мм изготавливали 15 производителей в 12 странах мира. Разработка и производство боеприпасов сосредоточено главным образом в США, Австрии, Швеции, Сингапуре, Германии и ЮАР для вооружения собственных армий и на экспорт.

## Типы боеприпасов
Отличается широкой номенклатурой имеющихся видов гранат, среди которых есть осколочно-фугасные, кумулятивно-осколочно-фугасные, осветительные (красного, зелёного и белого цвета), учебные, а также — гранаты со специальными стреловидными поражающими элементами, с зажигательно-дымовым составом, с дымообразующим зарядом красного, зелёного и жёлтого цветов.

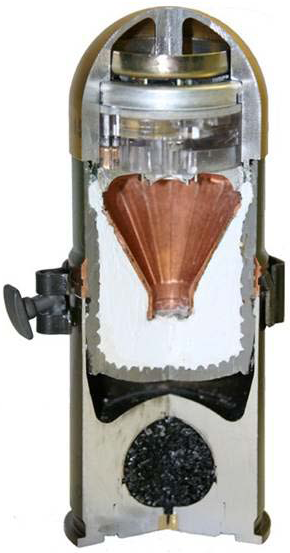
M430A1 HEDP

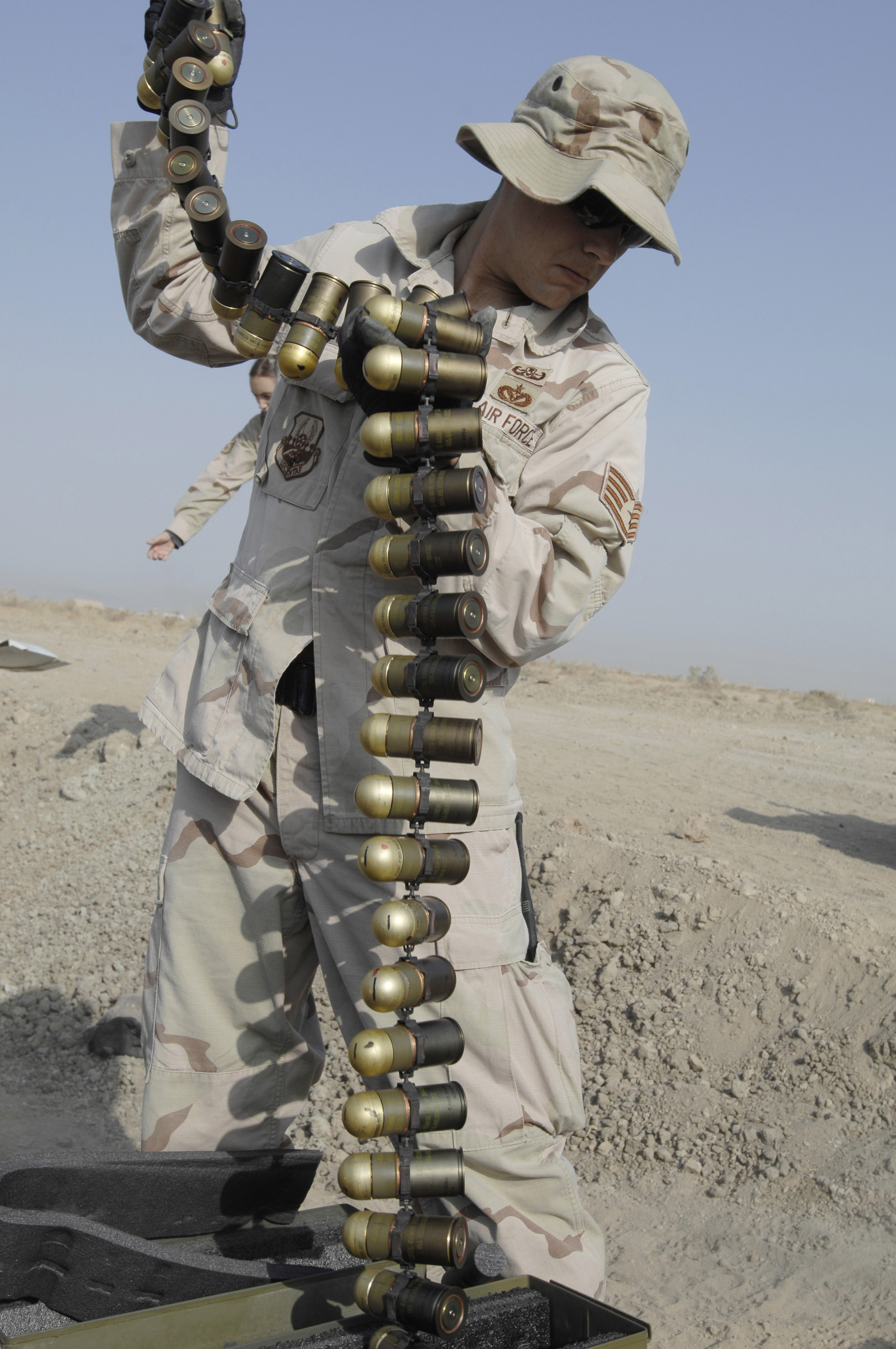
Гранаты снаряжённые в ленту

- Одним из наиболее распространённых боеприпасов типоразмера 40 × 53 мм является осколочно-фугасно-трассирующий выстрел разработки немецкой компании Diehl Gmbh, созданный в 1996 году для поражения легкозащищённой живой силы[1].
- M383 HE — выстрел с осколочно-фугасной гранатой, разработанный в Военной баллистической исследовательской лаборатории Aberdeen Proving Ground[1],
- M383E1
- M384 — выстрел с осколочно-фугасной гранатой, разработанный государственным арсеналом США под автоматические гранатомёты M75, M129, MK-19[1],
- M385 — практический выстрел, используется для обучения стрельбе
- M430 HEDP — кумулятивно-осколочно-фугасный выстрел с универсальной осколочно-бронебойной гранатой и двухкамерной гильзой (пробивное действие составляет 50 или 51 мм стали), разработанный государственным арсеналом США (взамен M383) и выпускающийся компанией Lockheed Martin[1],
- M430A1 HEDP — выстрел с универсальной осколочно-бронебойной гранатой (пробивное действие составляет 75 или 76 мм стали)[4]
- M677 — выстрел с осколочно-фугасной гранатой и двухкамерной гильзой, разработанный государственным арсеналом США под автоматические гранатомёты MK-19,
- M684 HE — выстрел с осколочно-фугасной гранатой, разработанный государственным арсеналом США под автоматические гранатомёты MK-19[1],
- M884 2A1 — выстрел с осколочно-фугасной гранатой, контактным взрывателем и двухкамерной гильзой, разработанный южно-африканской компанией Swartklip Products[1],
- M918 Practice Round — практический выстрел, используется для обучения стрельбе,
- M9219 — кумулятивно-осколочно-фугасный выстрел, разработанный по заказу правительства ЮАР компанией Swartklip Products[1],
- M1001 HVCC — осколочно-фугасный выстрел со стреловидными поражающими элементами (115 шт.), разработанный компанией Primex Technologies[1][5]
- XM574 — выстрел с зажигательной гранатой, снаряжённой белым фосфором. Испытывался в 1966 году, не принят на вооружение.
- DM72 HEDP - выстрел с трассирующей гранатой.
- XM1044 Non-Lethal Blunt Trauma, Linked Cartridge — выстрел с резиновой пулей, проходит испытания в США,
- AGA-40 — осколочно-фугасный выстрел с контактным взрывателем разработки румынской компании Romtehnica[1].
- ABMS — осколочно-фугасный выстрел с программируемой дальностью подрыва разработки сингапурской компании Singapore Technologies Kinetics под гранатомёт MK-19[1],
- S411 (S413) — кумулятивно-осколочно-фугасный выстрел разработанный сингапурской компанией Charterd Ammunition Industries под гранатомёт MK-19[1],
- S412 — осколочно-фугасный выстрел разработанный сингапурской компанией Charterd Ammunition Industries под гранатомёт MK-19[1].
- S418 — зажигательный выстрел разработанный сингапурской компанией Charterd Ammunition Industries под гранатомёт MK-19[1].
- ПГОФ-40 — осколочно-фугасный выстрел украинского производства к гранатомёту УАГ-40[6]

В начале 2000-х в сингапурская компания ST Kinetics начала разработку 40-мм выстрела с программируемым дистанционным взрывателем.

## Оружие, использующее гранату
- Mk.19 Mod.1
- Mk.19 Mod.3
- Mk.47 Striker
- УАГ-40
- GMG